# Demokrativillkor
Demokrativillkor eller demokratikriterium är villkor som uppställer krav om att respektera grundläggande demokratiska värderingar. Det är ett vitt begrepp och det finns flera former av demokrativillkor.
Sveriges regering såg 2016 ett behov av en översyn av statens demokratikriterium och gav en utredning uppdraget att föreslå ett förtydligat demokratikriterium. Behovet motiverades bland annat med att det sker förskjutningar i samhällets värdegrund över tid.
Regeringen föreslog i propositionen Statens stöd till trossamfund samt demokrativillkor vid stöd till civilsamhället (2021/22:272) att bidrag från Allmänna arvsfonden, stöd till trossamfund och bidrag till civilsamhället ska villkoras med ett förtydligat demokrativillkor. Villkoret innebär att statliga bidrag och stöd inte ska få lämnas till en organisation om den eller någon av dess företrädare som agerar inom ramen för verksamheten:
1. utövar våld, tvång eller hot mot en person eller på annat sätt kränker en persons grundläggande fri- och rättigheter,
2. diskriminerar individer eller grupper av individer eller på annat sätt bryter mot principen om alla människors lika värde,
3. försvarar, främjar eller uppmanar till sådana ageranden som anges i 1 eller 2, eller
4. motarbetar det demokratiska styrelseskicket.